# Gobiodon ceramensis
Gobiodon ceramensis là một loài cá biển thuộc chi Gobiodon trong họ Cá bống trắng. Loài này được mô tả lần đầu tiên vào năm 1853.

## Từ nguyên
Từ định danh ceramensis được đặt theo tên gọi của đảo Seram (Indonesia), nơi mà mẫu định danh của loài cá này được thu thập (–ensis: hậu tố trong tiếng Latinh biểu thị nơi chốn).

## Phân bố và môi trường sống
G. ceramensis có phân bố rải rác ở Tây Thái Bình Dương, đã được ghi nhận tại quần đảo Ryukyu (Nhật Bản), Philippines, quần đảo Maluku (Indonesia), Papua New Guinea, Palau và bờ biển bang Queensland (Úc).
G. ceramensis chỉ sống cộng sinh đặc biệt với san hô Stylophora pistillata, được tìm thấy ở độ sâu khoảng 2–15 m. S. pistillata đã suy giảm ít nhất 20% trong hơn 20 năm qua trong khu vực phân bố của chúng do phải chịu tác động từ quá trình acid hóa đại dương và hiện tượng dao động phương Nam, khiến các rạn san hô bị tẩy trắng. Vì vậy, G. ceramensis được xếp vào nhóm Loài sắp bị đe dọa theo Sách đỏ IUCN.

## Mô tả
Chiều dài cơ thể lớn nhất được ghi nhận ở G. ceramensis là 3,5 cm. Loài này có màu đen toàn thân, bao gồm các vây.
Số gai vây lưng: 6–7; Số tia vây lưng: 10; Số gai vây hậu môn: 1; Số tia vây hậu môn: 9–10; Số gai vây bụng: 1; Số tia vây bụng: 5; Số tia vây ngực: 17.

## Phân loại
G. ceramensis là loài chị em gần với Gobiodon acicularis, và mặc dù có khoảng cách lớn về kiểu gen, G. ceramensis lại giống Gobiodon ater về kiểu hình. Cùng có màu đen toàn thân, G. ceramensis có số tia vây hậu môn nhiều hơn, số tia vây ngực ít hơn và mắt lớn hơn so với G. ater.

## Sinh thái
G. ceramensis thường sống theo cặp.